# Kálmán Tamás Káté
Kálmán Tamás Káté (1979. március 8. –) zeneszerző.

## Műfajok
- pop
- gyerekzene
- kóruszene

## Díjak
- 1993: Egri Gyermekdal Fesztivál: Hangszerelési különdíj[1]
- 2002: LGT Fesztivál: Legjobb zenekar
- 2006: MAOE Gyermekjáték Pályázat: Legjobb zeneszerző
- 2007: Zalaegerszegi Itthoni Dal Pályázat: Legjobb zeneszerző és legjobb énekes
- 2017: Közönség díj: ARMEL Opera dalverseny (duett Sapszon Orsival )[2]
- 2017: Fonogram díj: Az év hazai gyermekalbuma[3]
- 2018: Fonogram díj: Az év hazai gyermekalbuma[4]
- 2018: Jazzy Dalverseny TOP 10: Gereben Zita: Többé sohasem látsz
- 2021: Janus hangjai zeneszerző verseny 1. helyezés[5] (Janus Pannonius: Egy dunántúli mandulafáról – kórusmű vegyeskarra és kamarazenekarra)

## Hangszerek, egyéb képességek
- gitár
- mandolin
- ukulele
- basszusgitár, nagybőgő
- cselló
- éneklés, vokálozás, vokál-coaching
- dalszövegírás, (angol-magyar)
- filmzenék, musicalek betétdalainak fordítása[6]
- zeneszerzés, reklám-zeneszerzés
- kórusművek írása

## Fontosabb megjelent kiadványok, közreműködések
- 2002: Kánaán: Találj rám (dalok, szövegek, ének gitár)
- 2003: Révész Sándor: Változtam (akusztikus gitár, vokálok)
- 2005: Török Ádám és a Mini: Utcai Harcos (dalszerző, szövegíró)
- 2006: Rajzfilm szupersztárok (ének)
- 2006: Hógolyóbolygó (dalok, szövegek, gitár, basszusgitár, ének)
- 2007: Ars Nova: Ars Nova Sings Orban (ének-tenor)
- 2007: Octovoice: Jazz a-capella (ének-tenor)
- 2007: Futureplant (vokálok, gitárok)
- 2008: Varga Feri és Balássy Betty: Ébredni valakiért (zeneszerző – Randevú c. dal)
- 2009: Varga Feri & Balássy Betty: Jazz kettesben (zeneszerző)
- 2010: Varga Feri és Balássy Betty: Ajándék (zeneszerző, szövegíró)
- 2010: Farkasházi Réka: Hajnali csillag peremén (zeneszerző)
- 2011: Gergely Éva: Innen, Fentről (zeneszerző, szövegíró, zenei producer)
- 2011: Gringo Sztár: Pálinka Sunrise (ének, gitár, vokál coatching)
- 2014: Farkasházi Réka: Tündérvándor (zeneszerző, szövegíró, hangszerelő)
- 2014: Pankastic!: Tavasz, nyár, ősz, tél (zeneszerző, hangszerelő, szövegíró, producer)
- 2016: Geszti Péter: Létvágy (zeneszerző, hangszerelő)
- 2016: Farkasházi Réka és a Tintanyúl: Bumm-bumm-bumm (zeneszerző, szövegíró, hangszerelő)
- 2017: Farkasházi Réka és a Tintanyúl: Igazi Karácsony (zeneszerző, szövegíró, hangszerelő)
- 2018: Farkasházi Réka és a Tintanyúl: Életmesék (zeneszerző, szövegíró, hangszerelő)
- 2019: Farkasházi Réka és a Tintanyúl: Életmesék (zeneszerző, szövegíró, hangszerelő, közreműködő)
- 2022: Farkasházi Réka és a Tintanyúl: Társasjáték (zeneszerző, szövegíró, hangszerelő, közreműködő)
- 2024: Geszti-Váczi: Vabadaba (zeneszerző, szövegíró, hangszerelő, közreműködő)